# Starratjärnen
Starratjärnen är en sjö i Härryda kommun i Västergötland och ingår i Rolfsåns huvudavrinningsområde.